# La Salle (Saona e Loira)
La Salle è un comune francese di 553 abitanti situato nel dipartimento della Saona e Loira nella regione della Borgogna-Franca Contea.

## Società

### Evoluzione demografica
Abitanti censiti